# 9. вечити дерби у фудбалу
9. вечити дерби у фудбалу је фудбалска утакмица одиграна на стадиону Партизана у Београду 17. јуна 1951. године, између Црвене звезде и Партизана. Утакмица се завршила резултатом 6 : 1 (4 : 0). Голове за Партизан постигли су Шијаковић (3. минут), Бобек (13. и 26. минут), Валок (62. и 69. минут) и Ђајић ауто-гол у 32. минуту  док је једини погодак за Црвену Звезду постигао Томашевић (53. минут).